# Історія радіо (технологія)
Історія радіо це хронологічний процес виникнення теоретичних методів та практичних засобів, що використовують радіохвилі з метою передавання, приймання або одночасного приймання та передавання інформації. Багато науковців, інженерів, ентузіастів внесли свій вклад в теоретичний і практичний прогрес в цій області. Розвиток радіо почався з досліджень атмосферної електрики, блискавок, що є природним джерелом електромагнітних хвиль. Пізніша історія радіо все частіше включає в себе питання мовлення. Поступово радіо стає в більшості комерційним.

## Виникнення раннього радіо
Докладніше про виникнення раннього радіо : Історія виникнення радіо
Ідеї бездротового зв'язку передувало відкриття «радіо» з експериментами з «бездротовим телеграфом» за допомогою індуктивної та ємнісної індукції і передача інформації через землю, воду і навіть залізничні колії з 1830-х років. Джеймс Клерк Максвелл показав в теоретичній і математичній формі в 1864 році, що електромагнітні хвилі можуть поширюватися через вільний простір.  Наприклад, приймання та передавання  електромагнітних хвиль було виконане в експерименті Девіда Едварда Хьюза в 1880-х роках, хоча в той час це розглядалося як індукція. У 1886 році німецький фізик Генріх Рудольф Герц довів, що швидкі зміни електричного струму можуть бути передані в простір у вигляді радіохвиль, на подобі світла і тепла.
Після виявлення цих «хвиль Герца» багато вчених та ентузіастів експериментували з бездротовим зв'язком, деякі намагалися розробити систему зв'язку, навмисне використовуючи ці нові «хвилі Герца», деякі ні. Теорія Максвелла показує, що світло і електромагнітні хвилі були такі ж явища на різних довжинах хвиль. Це призвело таких «максвелловських» вчених, як Джон Перрі, Фредерік Томас Троутон, Олександр Троттер та Нікола Тесла до припущення, що вони будуть аналогічні оптичній сигналізації, і   до думки що ці хвилі не придатні для спілкування, оскільки «світло»  може поширюватися лише в межах прямої видимості.
У 1892 році англійський фізик Вільям Крукс писав про варіанти бездротового телеграфу на основі хвиль Герца, а в 1893 році Тесла запропонував систему передачі інформації і бездротового енергії. Амос Долбі, сер Олівер Лодж, Реджинальд Фессенден і А. С. Попов були причетні до розробки теорії, пов'язаної з передаванням та прийманням електромагнітних хвиль для своїх власних теоретичних робіт або в якості потенційного засобу зв'язку.
Через кілька років, починаючи з 1894 року, італійський винахідник Гульєльмо Марконі побудував перший  комерційно успішний радіопередавач. Марконі продемонстрував зручність застосування радіо в військових і судноплавних цілях і запустив компанію з розвитку і поширення радіокомунікаційних послуг та обладнання.
Значення і використання слова «радіо» розвивалося паралельно з досягненнями в галузі зв'язку та може розглядатися як три окремих етапи: електромагнітні хвилі і експериментування, бездротовий зв'язок і технічний розвиток, радіомовлення і комерціалізація. У доповіді 1864 року, опублікованій в 1865 році, Джеймс Максвелл представив ектромагнітну теорію світла з математичними доказами, згідно з якою світло це не що інше, як електромагнітні хвилі. В 1886—1888 роках Генріх Герц провів серію експериментів, які довели існування електромагнітних хвиль Максвелла, використовуючи частоту радіодіапазону, що отримає таку назву значно пізніше.  Багато винахідників, інженерів, розробників і бізнесменів створювали пристрої, засновані на власному розумінні цих та інших явищ, причому деякі з них передували працям Максвелла і Герца. Таким чином, «бездротова телеграфія» є результатом наукових пошуків цілої групи людей, і нікого з них не можна  назвати винахідником радіо. Однак в той час радіохвилі використовувалися лише для ефектних лабораторних демонстрацій. Комерціалізація радіо зайняла кілька десятиліть і потребувала зусиль багатьох експериментаторів та ефективної організації.